# Cambria
Cambria — зарубчастий шрифт, який належить до низки нових шрифтів, що вперше з'явилися у Microsoft Windows Vista, а відтак й у Microsoft Office, починаючи з версії 2007, а також на Mac-OS-X-Version 2008. Шрифт захищений пропрієтарною ліцензією, тому не може вільно використовуватися та передаватися.
Cambria розроблена дизайнерами Джелль Босма, Стівом Меттесоном, Робіном Ніколасом для Microsoft і окрім символів латинської абетки, розширеної латинки, грецької абетки та кирилиці має також багато символів, які використовуються в математиці й точних науках.

## Доступність
Крім Microsoft Office, Cambria, як і інші нові шрифти (Calibri, Candara, Consolas, Constantia і Corbel) використовується в PowerPoint Viewer 2007 та в Open XML File Format Converter для Mac, які можна завантажити від Microsoft безкоштовно. Після деінсталяції програм шрифти зберігаються.

## Альтернатива
Cambria захищена пропрієтарною ліцензією. Без ліцензії (яка зазвичай надається при покупці пакета Microsoft Office) використовувати шрифт нелегально. Компанія Google пропонує шрифт-замінник Caladea з відкритою (безкоштовною, вільно доступною) ліцензією Apache 2.0. Вона має таку ж ширину, як і Cambria, тому при друку чи експорті PDF-файлів (наприклад, через Linux) документ, надрукований шрифтом Cambria, вигладає майже так само, як і на екрані в Microsoft Word. Якщо при друку Cambria автоматично заміниться іншим шрифтом, розкладка тексту може змінитися через різну ширину рядків. В Ubuntu-Linux для встановлення Caladea завантажують пакет «fonts-crosextra-caladea».

## Cambria Math
Це варіант, призначений для математичних і наукових текстів, як заміна Times New Roman. Cambria Math був першим шрифтом, що реалізував математичне розширення OpenType, натхненний TeX. Проєкт під керівництвом Джелль Босма з Agfa Monotype та Росса Міллса з Tiro Typeworks був запланований ще під час розробки Cambria, але Cambria Math розроблявся в три етапи.